# István Szilágyi (Schriftsteller)

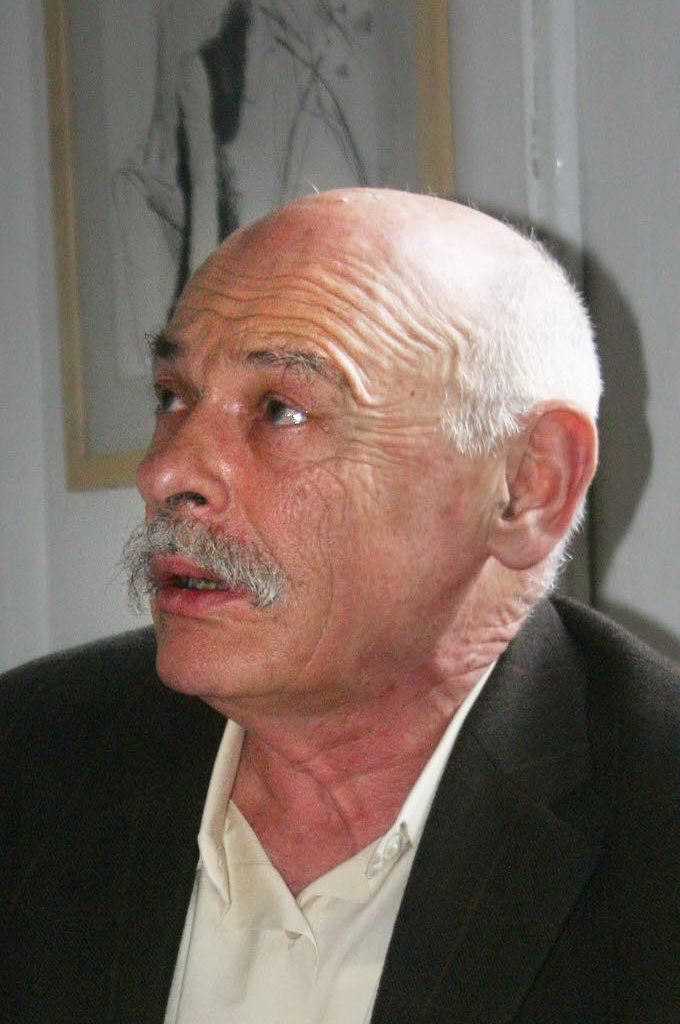
István Szilágyi, 2009

István Szilágyi (* 10. Oktober 1938 in Klausenburg (Rumänien); † 13. März 2024, ebenda) war ein ungarischsprachiger Schriftsteller aus Rumänien. Er gehörte der ungarischen Bevölkerungsgruppe in Rumänien an.

## Leben
István Szilágyi absolvierte im Jahr 1956 das Abitur in Szatmárnémeti/Satu Mare, erlernte dann den Beruf des Lokomotivmechanikers und arbeitete als Kesselschmied und Maschinenschlosser. 1958 begann er sein Studium der Rechtswissenschaften an der Universität Cluj, welches er 1963 erfolgreich als Diplomjurist abschloss. Bereits während des Studiums begann er literarische Texte zu verfassen und so schloss er sich dem literarischen Wochenblatt Utunk an, dessen stellvertretender Chefredakteur er zwischen 1968 und 1989 war. Er war Mitbegründer der 1990 entstehenden Fortführung dieses Magazins unter dem Namen Helikon und fortan Chefredakteur der Zeitschrift. Er lebte und arbeitete in Klausenburg/Cluj-Napoca.
Er schrieb Romane, Novellen und Kurzgeschichten. Seinen ersten großen literarischen Erfolg feierte er mit dem 1975 veröffentlichten Roman Steine fallen in versiegende Brunnen (original Kő hull apadó kútba), ein Werk, mit welchem er die Anerkennung der gesamten ungarischsprachigen Literatursparte erlangte. In den folgenden Jahren wurde es auf mehrere Sprachen übersetzt: zunächst 1982 auf Deutsch, anschließend 1984 auf Rumänisch („Cad pietre în fîntîna seacă“), polnisch folgte im Jahr 2001 (Dudni kamień, dudni…). Der Roman ist die psychologische Aufarbeitung der tragischen Geschichte von Ilka Szendy und Dénes Gönczi. Mehr als nur ein Psychokrimi, verfasste Szilágyi diesen Roman in Anlehnung an die Balladen Arany János, was in dieser sprachlichen Qualität kaum vergleichbar heraussticht.
Viel Aufmerksamkeit erregte er 1990 auch mit seinem monumentalen, fast 700 Seiten umfassenden Roman Agancsbozót. Es ist die Erzählung einer absurden Vision, durchzogen von Mythos und der ironisch dargestellten Realität zugleich.
Einen mit dem ersten vergleichbaren Erfolg jedoch, erbrachte ihm sein Roman Hollóidő im Jahr 2001. Die Handlung erzählt von  Alltag, Liebe, Krieg und anderen Grausamkeiten zur Zeit der osmanischen Belagerung Ungarns. Die den Geist dieser Zeit einfangende und zugleich biegsame, vielseitige Sprache, vermittelt Humor, Ironie und Ergriffenheit mit Leichtigkeit und Schönheit. Sie reißt den Leser mit sich und lässt ihn sich in den Menschen dieser entfernten Zeit wiedererkennen.
Wie die Werke Szilágyis rezipiert und von Kritikern bewertet werden, wurde von Márkus Béla in dem Band Tanulmányok Szilágyi Istvánról, erschienen 2003 im Verlag Debreceni Egyetemi Kiadó, erfasst und analysiert.
Im Herbst 2008, anlässlich des 70. Geburtstags des Schriftstellers, hat der Magvető Verlag István Szilágyis Romane Kő hull apadó kútba und Hollóidő veröffentlicht. Ein Jahr später folgte eine Sammlung seiner besten Kurzgeschichten und Erzählungen.
2010 wurde er zum Mitglied der digitalen literarischen Akademie Digitális Irodalmi Akadémia gewählt. Sein bisher letzter Roman Messze túl a láthatáron erschien im Jahr 2020 im Verlag Magyar Művészeti Akadémia.

## Ehrungen
1975 wurde sein Roman Steine fallen in versiegende Brunnen mit dem Preis des Rumänischen Schriftstellerverbandes ausgezeichnet.
Weitere Ehrungen:
- 1990: József Attila Preis
- 1992: Ady Endre Preis
- 1995: Déry Tibor Preis
- 1998: Getz Corporation Preis
- 2001: Kossuth Preis
- 2002: Ungarischer Literaturpreis (nicht angenommen)
- 2003: Márai Sándor Preis
- 2008: Székelyföld Preis
- 2008: Arany János Preis
- 2008: Für die Ungarische Literatur in Siebenbürgen Stiftungspreis
- 2008: Kölcsey-Plakett
- 2009: Alföld Preis
- 2012: Hazám Preis
- 2014: Mittleres Kreuz des Ungarischen Ordens mit Stern
- 2014: Künstler der Nation
- 2017: Prima Preis

## Werke
- Sorskovács, dt. Schicksalsschmied, 1964
- Ezen a csillagon, dt. Auf diesem Stern, 1966
- Üllő, dobszó, harang, dt. Amboß, Trommel, Glocke, 1968
- Jámbor vadak, dt. Fromme Wilde, 1971
- Kő hull apadó kútba, dt. Steine fallen in versiegende Brunnen, 1975
- Agancsbozót, 1990
- Hollóidő, 2001
- Bolygó tüzek, 2009